# Cristina Bucșa
Cristina Bucșa (nascida em 1 de janeiro de 1998) é uma tenista profissional espanhola nascida na Moldávia.
Ela tem as melhores classificações de sua carreira, ficando em 65º lugar no mundo em simples, alcançada em 28 de agosto de 2023, e em 53º em duplas, em 11 de setembro de 2023.

## Carreira profissional

### 2018: Primeiro título profissional
Bucșa conquistou seu primeiro título importante do Circuito Feminino da ITF no L'Open 35 de Saint-Malo, na chave de duplas, ao lado da colombiana María Herazo González [en] vencendo na final a dupla Alexandra Cadanțu / Diāna Marcinkēviča em jogo de três sets.

### 2021–2022: Estreias em Grand Slam e WTA 1000
Bucșa se classificou para a chave principal de simples em um torneio de Grand Slam pela primeira vez em sua carreira no US Open de 2021 passando pela qualificatória. Em sua partida de estreia na chave principal perdeu para Jil Teichmann em sets diretos.
No Aberto da França de 2022, Bucșa se classificou para a chave principal de seu segundo Major da temporada, após o Australian Open.
No Aberto do Canadá de 2022, Bucșa fez sua estreia em torneios WTA 1000 passando pela qualificatória e perdendo na primeira rodada da chave principal para Zhang Shuai em sets diretos. Sua primeira vitória em um torneio Major ela registrou no US Open, derrotando Kaja Juvan, antes de perder para a 19ª "cabeça de chave", Danielle Collins, em sets diretos na rodada seguinte.

### 2023: Top 100, primeira terceira rodada de Major, título de duplas e vitórias em WTA 1000
Bucșa alcançou o top 100 em 16 de janeiro de 2023, antes de passar pela qualificatória do Australian Open e registrar suas duas primeiras vitórias na chave principal deste torneio Major, derrotando Eva Lys [en] de virada em jogo de três sets na prineira rodada e Bianca Andreescu, de forma surpreendente, também de virada em jogo de três sets na segunda. Ela então perdeu para a cabeça de chave e número 1 do mundo, Iga Świątek de forma contundente em sets diretos.
No Lyon Open, Bucșa conquistou seu primeiro título de duplas com Bibiane Schoofs [en], derrotando a dupla Olga Danilović / Alexandra Panova em sets diretos. Como resultado, ela alcançou um novo ranking de duplas, o mais alto de sua carreira, no 61º lugar, em 6 de fevereiro de 2023. Em Indian Wells, ela alcançou a segunda rodada daquele WTA 1000 pela primeira vez em sua carreira depois de passar pela qualificatória, derrotando Katie Swan [en] na primeira rodada antes de perder para a sexta cabeça de chave Coco Gauff na segunda.
Bucșa fez sua estreia em Wimbledon, onde derrotou Kamilla Rakhimova em jogo de três sets para sua primeira vitória neste torneio Major, perdendo para a quarta cebeça  de chave Jessica Pegula na segunda.
Bucșa entrou na chave principal do Aberto do Canadá como uma "lucky loser" mas perdeu o jogo contra Petra Martić em sets diretos. Ela também chegou à segunda rodada em sua estreia no WTA 1000 Cincinnati Open, derrotando a 13ª cabeça de chave Belinda Bencic na primeira rodada em jogo de três sets, perdendo em seguida para Jasmine Paolini em sets diretos. O mesmo aconteceu no Guadalajara Open, onde derrotou Kristina Mladenovic de forma contundente na primeira rodada, perdendo em seguida para Camila Giorgi em sets diretos.
Em dezembro, no Open Angers Arena Loire, Bucșa e sua parceira Monica Niculescu foram campeãs, vencendo na final a dupla Anna Danilina / Alexandra Panova em convincentes sets diretos. Na chave de simples, Bucșa chegou até a semifinal que perdeu em sets diretos para a eventual vice-campeã Chloé Paquet. No torneio seguinte, o Open de Limoges, Bucșa teve uma campanha impecável, ela foi campeã tanto na chave de simples contra Elsa Jacquemot em jogo de três sets, quanto na de duplas, onde com sua parceira Yana Sizikova [en] venceram a dupla cabeça de chave N° 2, Oksana Kalashnikova / Maia Lumsden [en], em sets diretos.

### 2024: Top 60 em simples e top 50 em duplas
Bucșa teve um início de temporada discreto. Participou do Brisbane International, e nas simples não passou da segunda fase, mas nas duplas, com a parceira Alexandra Panova chegaram às semifinais. Logo depois, participou do Adelaide International em que em simples, ela passou pela qualificação e chegou à segunda fase do sorteio principal, mas perdeu para a primeira cabeça de chave Elena Rybakina. Depois disso, ela entrou no Aberto da Austrália. Antes desse Major, ela alcançou um novo ranking de simples na carreira, nº 56, em 15 de janeiro de 2024. Em simples, ela perdeu na primeira rodada, mas em duplas com Panova elas chegaram às quartas de final. Como resultado, ela alcançou o top 50 em duplas.
Continuando sua campanha em quadras duras, agora no Oriente Médio, Bucșa participou do Abu Dhabi Open, onde, como "lucky loser", chegou às quartas de final e mais uma vez perdeu para a primeira cabeça de chave Elena Rybakina. Ela fez sua estreia no torneio seguinte, o WTA 1000 de Dubai, onde substituiu a quinta cabeça de chave, Ons Jabeur, também como "lucky loser", desta vez diretamente para a segunda rodada, jogo que acabou perdendo para a eventual vice-campeã Anna Kalinskaya em sets diretos. No giro americano, ela não passou da primeira rodada nem em Indian Wells nem em Miami.
Bucșa iniciou a temporada em quadras de saibro na Copa Colsanitas, chegando às quartas de final onde perdeu para Kamilla Rakhimova em jogo de três sets. Em seguida, no Aberto de Madri, passou por Harriet Dart em sets diretos na primeira rodada mas perdeu para a cabeça de chave N° 10, Daria Kasatkina, na segunda, em jogo de três sets muito equilibrados. Na chave de duplas do mesmo torneio ela foi campeã com a parceira Sara Sorribes Tormo vencendo na final a dupla Barbora Krejcikova / Laura Siegemund em sets diretos. No Aberto de Roma, perdeu na primeira rodada para Elina Avanesyan em jogo de três sets. Já no Aberto da França, venceu a vinda da qualificatória, Yuliia Starodubtseva [en], na primeira rodada em sets diretos, mas perdeu na segunda para Elisabetta Cocciaretto, também em sets diretos.

## Vida pessoal e antecedentes
Cristina Bucșa é treinada por seu pai, Ion Bucșa, ela treina e mora na Cantábria, Espanha, os ídolos do tênis são: Serena Williams e Kim Clijsters e a superfície favorita para jogar é a grama.

## Finais significativas

### Finais olímpicas

#### Duplas: 1 (medalha de bronze)
| Status | Ano  | Torneio                        | Piso   | Parceira            | Oponentes                      | Placar   |
| ------ | ---- | ------------------------------ | ------ | ------------------- | ------------------------------ | -------- |
| Bronze | 2024 | Jogos Olímpicos de 2024, Paris | Saibro | Sara Sorribes Tormo | Karolína Muchová Linda Nosková | 6–2, 6–2 |

## Finais da WTA

### Duplas: 6 (5 títulos, 1 vice)
| Legenda          |
| ---------------- |
| Grand Slam (0–0) |
| WTA 1000 (1–0)   |
| WTA 500 (1–0)    |
| WTA 250 (3–1)    |

| Finais por piso |
| --------------- |
| Duro (2–1)      |
| Saibro (3–0)    |
| Grama (0–0)     |
| Carpete (0–0)   |

| Status | V–D | Data     | Torneio                              | Nível    | Piso     | Parceira            | Oponentes                          | Placar                |
| ------ | --- | -------- | ------------------------------------ | -------- | -------- | ------------------- | ---------------------------------- | --------------------- |
| Perdeu | 0–1 | Set 2022 | Portorož Open, Eslovênia             | WTA 250  | Duro     | Tereza Mihalíková   | Marta Kostyuk Tereza Martincová    | 4–6, 0–6              |
| Venceu | 1–1 | Fev 2023 | Lyon Open, França                    | WTA 250  | Duro (i) | Bibiane Schoofs     | Olga Danilović Alexandra Panova    | 7–6(7–5), 6–3         |
| Venceu | 2–1 | Abr 2024 | Copa Colsanitas, Colômbia            | WTA 250  | Saibro   | Kamilla Rakhimova   | Anna Bondár Irina Khromacheva      | 7–6(7–5), 3–6, [10–8] |
| Venceu | 3–1 | Mai 2024 | Madrid Open, Espanha                 | WTA 1000 | Saibro   | Sara Sorribes Tormo | Barbora Krejčíková Laura Siegemund | 6–0, 6–2              |
| Venceu | 4–1 | Mai 2024 | Internationaux de Strasbourg, França | WTA 500  | Saibro   | Monica Niculescu    | Asia Muhammad Aldila Sutjiadi      | 3–6, 6–4, [10–6]      |
| Venceu | 5–1 | Ago 2024 | Tennis in the Land, Estados Unidos   | WTA 250  | Duro     | Xu Yifan            | Shuko Aoyama Eri Hozumi            | 3–6, 6–3, [10–6]      |

## Finais de WTA Challengers

### Simples: 1 (1 título)
| Status | V–D | Data     | Torneio                 | Piso     | Oponente       | Placar        |
| ------ | --- | -------- | ----------------------- | -------- | -------------- | ------------- |
| Venceu | 1–0 | Dez 2023 | Open de Limoges, França | Duro (i) | Elsa Jacquemot | 2–6, 6–1, 6–2 |

### Duplas: 6 (4 títulos, 2 vices)
| Status | V–D | Data     | Torneio                              | Piso     | Parceira              | Oponentes                            | Placar                |
| ------ | --- | -------- | ------------------------------------ | -------- | --------------------- | ------------------------------------ | --------------------- |
| Perdeu | 0–1 | Ago 2021 | Thoreau Tennis Open, Estados Unidos  | Duro     | Usue Maitane Arconada | Peangtarn Plipuech Jessy Rompies     | 6–3, 6–7(5–7), [8–10] |
| Venceu | 1–1 | Dez 2022 | Andorrà Open, Andorra                | Duro (i) | Weronika Falkowska    | Angelina Gabueva Anastasia Zakharova | 7–6(7–4), 6–1         |
| Venceu | 2–1 | Jul 2023 | Grand Est Open 88, França            | Saibro   | Alena Fomina-Klotz    | Amina Anshba Anastasia Dețiuc        | 4–6, 6–3, [10–7]      |
| Perdeu | 2–2 | Ago 2023 | Chicago Women's Open, Estados Unidos | Duro     | Alexandra Panova      | Ulrikke Eikeri Ingrid Neel           | walkover              |
| Venceu | 3–2 | Dez 2023 | Open Angers Arena Loire, França      | Duro (i) | Monica Niculescu      | Anna Danilina Alexandra Panova       | 6–1, 6–3              |
| Venceu | 4–2 | Dez 2023 | Open de Limoges, França              | Duro (i) | Yana Sizikova         | Oksana Kalashnikova Maia Lumsden     | 6–4, 6–1              |

## Finais do Circuito ITF

### Simples: 9 (4 títulos, 5 vices)
| Legenda                          |
| -------------------------------- |
| Torneios de US$ 100.000          |
| Torneios de US$ 80.000           |
| Torneios de US$ 60.000 (1–1)     |
| Torneios de US$ 40.000           |
| Torneios de US$ 25.000 (2–1)     |
| Torneios de até US$ 15.000 (1–3) |

| Status | V–D | Data     | Torneio                      | Nível  | Piso     | Oponente               | Placar                  |
| ------ | --- | -------- | ---------------------------- | ------ | -------- | ---------------------- | ----------------------- |
| Perdeu | 0–1 | Fev 2015 | ITF Palma Nova, Espanha      | 10.000 | Saibro   | Amanda Carreras        | 5–7, 0–6                |
| Perdeu | 0–2 | Set 2016 | ITF Madrid, Espanha          | 10.000 | Duro     | Nuria Párrizas Díaz    | 4–6, 6–3, 5–7           |
| Venceu | 1–2 | Mai 2017 | ITF Santarém, Portugal       | 15.000 | Duro     | Valeria Savinykh       | 6–4, 6–4                |
| Venceu | 2–2 | Jul 2018 | ITF Porto, Portugal          | 25.000 | Saibro   | Jil Teichmann          | 7–6(7–4), 6–1           |
| Perdeu | 2–3 | Nov 2018 | ITF Nules, Espanha           | 15.000 | Saibro   | Elisabetta Cocciaretto | 2–6, 6–7(2–7)           |
| Perdeu | 2–4 | Mai 2019 | ITF Monzón, Espanha          | 25.000 | Saibro   | Nadia Podoroska        | 2–6, 6–4, 2–6           |
| Venceu | 3–4 | Jul 2019 | ITF Vitoria-Gasteiz, Espanha | 25.000 | Duro     | Shalimar Talbi         | 6–0, 6–4                |
| Venceu | 4–4 | Nov 2019 | ITF Nantes]], França         | 60.000 | Duro (i) | Tamara Korpatsch       | 6–2, 6–7(11–13), 7–6(6) |
| Perdeu | 4–5 | Set 2020 | ITF Saint-Malo, França       | 60.000 | Saibro   | Nadia Podoroska        | 6–4, 5–7, 2–6           |

### Duplas: 19 (9 títulos, 10 vices)
| Legenda                          |
| -------------------------------- |
| Torneios de US$ 100.000          |
| Torneios de US$ 80.000 (1–1)     |
| Torneios de US$ 60.000 (1–0)     |
| Torneios de US$ 40.000           |
| Torneios de US$ 25.000 (6–5)     |
| Torneios de até US$ 15.000 (1–4) |

| Status | V–D  | Data     | Torneio                    | Nível    | Piso        | Parceira              | Oponentes                                       | Placar                |
| ------ | ---- | -------- | -------------------------- | -------- | ----------- | --------------------- | ----------------------------------------------- | --------------------- |
| Perdeu | 0–1  | Mai 2015 | ITF Pula, Itália           | 10.000   | Saibro      | Eva Guerrero Álvarez  | Priscilla Hon Aliona Bolsova                    | 0–6, 3–6              |
| Perdeu | 0–2  | Mai 2017 | ITF Santarém, Portugal     | 10.000   | Duro        | Ksenia Kuznetsova     | Valeria Savinykh Valeriya Strakhova             | 3–6, 2–6              |
| Perdeu | 0–3  | Jul 2017 | ITF Getxo, Espanha         | 25.000   | Saibro      | Noelia Zeballos       | Andrea Gámiz Aleksandrina Naydenova             | 2–6, 4–6              |
| Perdeu | 0–4  | Set 2017 | ITF Middelkerke, Bélgica   | 10.000   | Saibro      | Cristina Adamescu     | Sara Cakarevic Magali Kempen                    | 4–6, 6–4, [5–10]      |
| Perdeu | 0–5  | Set 2017 | ITF Biarritz, França       | 80.000   | Saibro      | Isabelle Wallace      | Irina Bara Mihaela Buzărnescu                   | 3–6, 1–6              |
| Perdeu | 0–6  | Nov 2017 | ITF Benicar, Espanha       | 10.000   | Saibro      | Elixane Lechemia      | Noelia Bouzó Zanotti Ángeles Moreno Barranquero | 3–6, 4–6              |
| Venceu | 1–6  | Nov 2017 | ITF Valencia, Espanha      | 25.000   | Saibro      | Yana Sizikova         | Georgina García Pérez Andrea Gámiz              | 7–6(7–1), 7–6(7–5)    |
| Venceu | 2–6  | Mai 2018 | ITF Mónzon, Espanha        | 25.000   | Duro        | Yana Sizikova         | Sarah Beth Grey Olivia Nicholls                 | 6–2, 5–7, [10–8]      |
| Perdeu | 2–7  | Jun 2018 | ITF Périgueux, França      | 25.000   | Saibro      | María Fernanda Herazo | Eleni Kordolaimi Elixane Lechemia               | 4–6, 6–3, [9–11]      |
| Perdeu | 2–8  | Jul 2018 | ITF Porto, Portugal        | 25.000   | Saibro      | Ramu Ueda             | Montserrat Gonzalez Laura Pigossi               | 5–7, 0–6              |
| Perdeu | 3–8  | Set 2018 | ITF Saint-Malo, França     | 60.000   | Saibro      | María Fernanda Herazo | Alexandra Cadanțu Diāna Marcinkēviča            | 4–6, 6–1, [10–8]      |
| Perdeu | 3–9  | Out 2018 | ITF Óbidos, Portugal       | 25.000   | Carpete     | Diāna Marcinkēviča    | Michaëlla Krajicek Ingrid Neel                  | 2–6, 2–6              |
| Venceu | 4–9  | Nov 2018 | ITF Nules, Espanha         | 10.000   | Saibro      | Claudia Hoste Ferrer  | Marina Bassols Ribera Júlia Payola              | 7–6(7–3), 6–3         |
| Venceu | 5–9  | Fev 2018 | ITF Altenkirchen, Alemanha | 25.000   | Carpete (i) | Rosalie van der Hoek  | Marie Benoît Katarzyna Piter                    | 5–7, 6–3, [12–10]     |
| Venceu | 6–9  | Abr 2019 | ITF Óbidos, Portugal       | 25.000   | Carpete     | Georgina García Pérez | Sofia Shapatava Emily Webley-Smith              | 7–5, 7–5              |
| Venceu | 7–9  | Abr 2019 | ITF Chiasso, Suíça         | 25.000   | Saibro      | Marta Kostyuk         | Sharon Fichman Jaimee Fourlis                   | 6–1, 3–6, [10–7]      |
| Perdeu | 7–10 | Nov 2019 | ITF Saint-Étienne, França  | 25.000   | Duro (i)    | Julia Wachaczyk       | Marina Melnikova Laura Ioana Paar               | 3–6, 7–6(9–7), [9–11] |
| Venceu | 8–10 | Mar 2022 | ITF Le Havre, França       | 25.000   | Saibro      | Georgina García Pérez | Diāna Marcinkēviča Chiara Scholl                | 6–4, 6–3              |
| Venceu | 9–10 | Nov 2022 | ITF Valencia, Espanha      | 80.000+H | Saibro      | Ylena In-Albon        | Irina Khromacheva · Iryna Shymanovich           | 6–3, 6–2              |